# Un médecin de campagne (nouvelle)
Pour les articles homonymes, voir Le Médecin de campagne (homonymie).
Un médecin de campagne (Ein Landarzt) est une nouvelle de l'écrivain tchécoslovaque d'expression allemande Franz Kafka paru en 1920. Cette nouvelle a donné son nom au recueil dans lequel elle a été publiée avec treize autres nouvelles originales.

## Le recueil

### Genèse
Écrit au numéro 22 de la ruelle d'Or, dans le château de Prague, durant l'hiver 1916-1917, le recueil est dédié par l'auteur à son père, avec lequel il est alors en conflit. Réalisée par Kurt Wolff, la première édition de l'ouvrage, qui s'appelle d'abord Le médecin de campagne, est retardée de deux ans à cause de la guerre.

### Contenu
Le recueil contient quatorze nouvelles, dont Un Médecin de campagne :
1. Le Nouvel Avocat
2. Un médecin de campagne
3. Dans la Galerie
4. Une Vieille Feuille
5. Devant la Loi
6. Chacals et Arabes
7. Une Visite à la mine
8. Le Prochain Village
9. Un Message Impérial
10. Le Souci du père de famille
11. Onze Fils
12. Un Fratricide
13. Un Rêve
14. Un Rapport pour une académie

### Réception
Même s'il ne reçut que peu de critiques lors de sa publication, il est considéré par Kafka, comme l'un de ses seuls bons ouvrages.
En 2003, un congrès international de littérature tenu à Vérone a porté exclusivement sur l'analyse de ce recueil de nouvelles.

## Résumé de la nouvelle
Un médecin de campagne âgé est appelé de nuit au chevet d'un malade. Il attend que sa bonne, Rosa, essaie de trouver un cheval dans le village, car le sien est mort. Lorsque celle-ci revient sans avoir trouvé de cheval, celui-ci de colère donne un coup de pied dans la porte de ce qu'il croit être la porcherie désaffectée de sa propriété. Il y découvre, très surpris, deux chevaux vigoureux et un homme qui s'énerve soudainement contre Rosa. Le médecin le calme gentiment et lui demande s'il peut utiliser les chevaux. L'inconnu les lui prête volontiers, et le médecin dans sa voiture parvient enfin à s'en aller. Le médecin entend derrière lui l'inconnu briser la porte de sa maison dans laquelle Rosa s'était enfermée. Cependant les chevaux l'emmènent à toute allure dans une ferme où il trouve un jeune homme alité. Le médecin est préoccupé par le sort de Rosa, mais il finit par s'occuper du garçon. Celui-ci a une large plaie infestée de gros vers et le médecin comprend qu'il ne pourra pas le sauver.
Entre-temps, les habitants du villages sont arrivés, et, conformément à une ancienne coutume, ils déshabillent le médecin et l’alitent avec le malade. Derrière la maison, une chorale d'enfants menace de mort le médecin s'il ne sauve pas le jeune homme. Laissés seuls, avec seuls les deux chevaux qui les regardent par la fenêtre, le médecin tente de rassurer le jeune homme sur sa santé. Mais il reste préoccupé par son propre sort. Il s'échappe alors avec les chevaux, mais ceux-ci marchent désormais très lentement.
La nouvelle se clôt sur des réflexions du narrateur tantôt résignée, car le médecin s'est livré à des chevaux qui ne sont pas terrestres, tantôt accusatrices, car il n'a pas prêté assez attention à Rosa.